# Bongheat
Bongheat is een gemeente in het Franse departement Puy-de-Dôme (regio Auvergne-Rhône-Alpes) en telt 241 inwoners (1999). De plaats maakt deel uit van het arrondissement Clermont-Ferrand.

## Geografie
De oppervlakte van Bongheat bedraagt 11,1 km², de bevolkingsdichtheid is 21,7 inwoners per km².
De onderstaande kaart toont de ligging van Bongheat met de belangrijkste infrastructuur en aangrenzende gemeenten.

## Demografie
Onderstaande figuur toont het verloop van het inwonertal (bron: INSEE-tellingen).